# Martilly

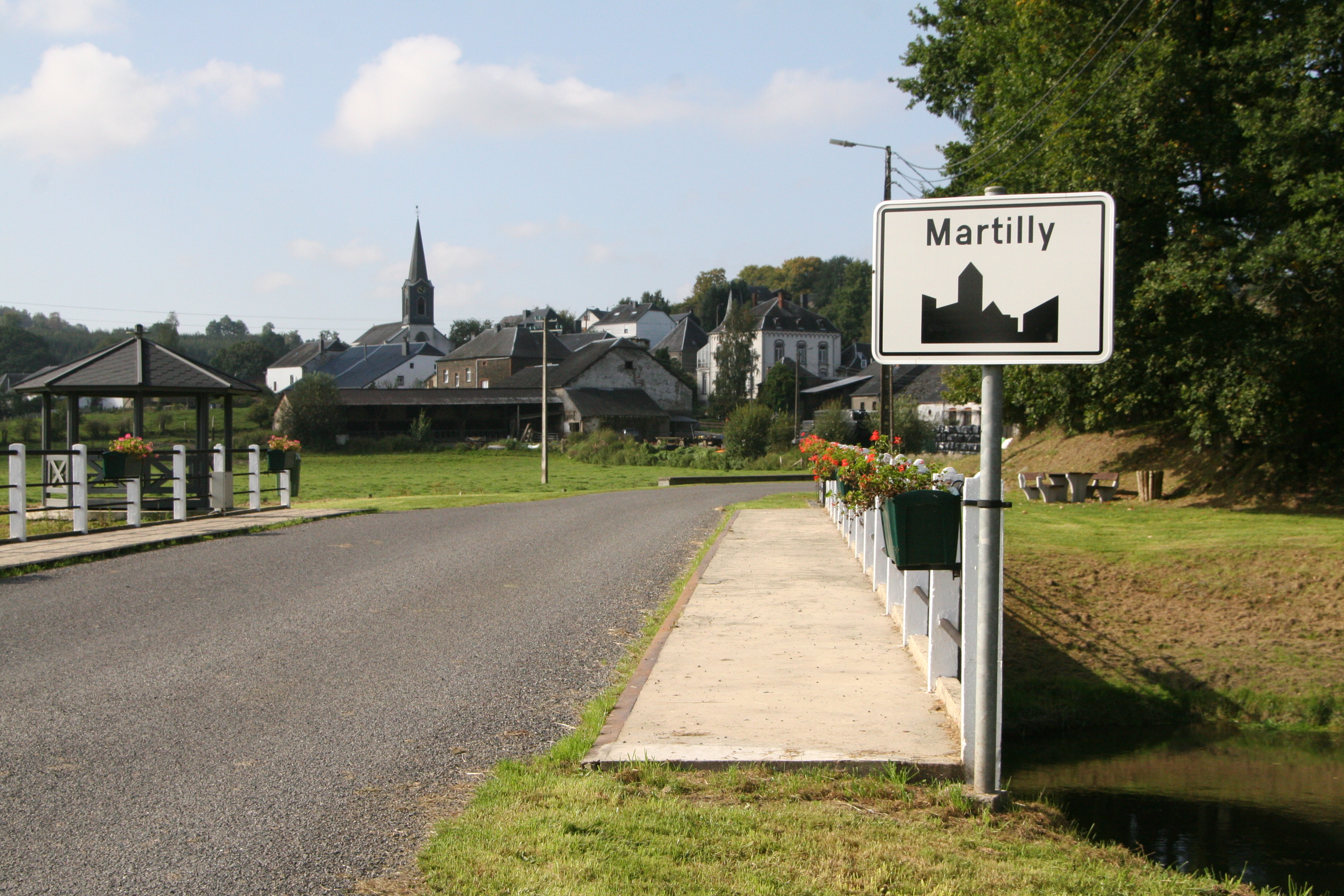
Martilly: De brug over de Vierre.

Martilly is een plaatsje in de Belgische Provincie Luxemburg in de gemeente Herbeumont. Martilly ligt aan de Vierre.
Deelgemeenten: Herbeumont · Saint-Médard · Straimont

Overige dorpen: Gribomont · Martilly · Menugoutte

Belgische gemeenten · Arrondissement Neufchâteau · Luxemburg · Wallonië